# Antoni Jeżowski
Antoni Józef Jeżowski (ur. 1950 w Ostrowie Wielkopolskim) – doktor nauk ekonomicznych, specjalizujący się w ekonomice oświaty, specjalista z zakresu finansów samorządu terytorialnego, w szczególności finansowania zadań oświatowych, doradca społeczny Prezydenta RP w latach 1998–2000, ekspert Biura Analiz Sejmowych (do 2015), członek Rady Rozwoju Dolnego Śląska przy Marszałku Województwa Dolnośląskiego (2009–2015).

## Życiorys
Urodził się w 1950 w Ostrowie Wielkopolskim. W 1968 zdał maturę w I Liceum Ogólnokształcącym im. A. Asnyka w Kaliszu. W latach 1968–1970 studiował elektronikę na Politechnice Wrocławskiej, następnie pracował jako nauczyciel w szkołach podstawowych w Kaliszu, gdzie ukończył Studium Nauczycielskie.
W 1973 przeprowadził się z rodziną na Dolny Śląsk, gdzie pracował jako nauczyciel języka polskiego i działacz harcerski ze stopniem harcmistrza. W 1979 ukończył filologię polską na Uniwersytecie Wrocławskim. Zajmował stanowiska kierownicze w dolnośląskich szkołach i administracji oświatowej, a w 1987 podjął pracę w Kuratorium Oświaty i Wychowania w Jeleniej Górze.
W 1990 został radnym z ramienia Komitetu Obywatelskiego w Bolkowie i przewodniczącym Sejmiku Samorządowego Gmin Województwa Jeleniogórskiego na kadencję 1990–1994. Był delegatem do Krajowego Sejmiku Samorządu Terytorialnego, w którym m.in. kierował Zespołem ds. Oświaty Komisji Legislacyjnej i pod koniec kadencji (1993) wszedł w skład jego prezydium. Był pierwszym przewodniczącym Kolegium Odwoławczego przy Sejmiku Samorządowym w Jeleniej Górze; w 1992 został absolwentem studiów podyplomowych na Wydziale Prawa i Administracji Uniwersytetu Wrocławskiego. W latach 1994–1999 pracował w pionie doskonalenia nauczycieli, publikował książki i artykuły z zakresu zarządzania szkołą poprzez instrumenty finansowe i z wykorzystaniem uwarunkowań prawnych, prowadził własne badania w tym zakresie i w 1998 uzyskał doktorat na wrocławskiej Akademii Ekonomicznej.
W latach 1999–2002 był dyrektorem Wydziału Prawnego i Nadzoru Dolnośląskiego Urzędu Wojewódzkiego. W 2002 powołał (wraz z Feliksem Sapińskim) Instytut Badań w Oświacie, którego był pierwszym prezesem. W tym okresie był członkiem społecznego zespołu ekspertów ds. monitorowania wdrażania reformy edukacji przy Prezydencie Rzeczypospolitej i podjął pracę akademicką (m.in. w latach 1999–2006 był wykładowcą Wydziału Zarządzania i Komunikacji Społecznej Uniwersytetu Jagiellońskiego). Od 1995 do 2003 był redaktorem naczelnym miesięcznika kadry kierowniczej oświaty „Dyrektor Szkoły”, a obecnie jest członkiem jego Rady Programowej.
W 2004 podjął pracę w nowo utworzonej Państwowej Wyższej Szkole Zawodowej w Głogowie, od 2007 na stanowisku profesora nadzwyczajnego. W 2009 został prorektorem uczelni.
Brał udział w wielu stypendiach, konferencjach i programach międzynarodowych (m.in. Austria, Izrael, Niemcy, Szwajcaria, USA, Wielka Brytania), a na terenie kraju opracowywał ekspertyzy m.in. dla Prezydenta Rzeczypospolitej Polskiej (1999–2000), Prezesa Rady Ministrów RP (1999–2000 – prace nad koncepcją państwowego bonu oświatowego), Kancelarii Sejmu RP (później Biura Analiz Sejmowych – opinie i ekspertyzy m.in. o projektach ustaw), Ministra Edukacji Narodowej (2008–2009) – Program wzmocnienia efektywności systemu nadzoru pedagogicznego i oceny jakości pracy szkoły, Marszałka Województwa Dolnośląskiego – Edukacja i szkolnictwo wyższe w latach 2009–2011. Analiza dla Strategii Województwa Dolnośląskiego, Małopolskiego Instytutu Samorządu Terytorialnego i Administracji w Krakowie, Instytutu Badań nad Gospodarką Rynkową – Wzorowy urząd, czyli jak usprawnić administrację samorządową, jak mierzyć jej zadania i wyniki (2005), Fundacji Inicjatyw Społeczno-Ekonomicznych w Warszawie, Fundacji Rozwoju Demokracji Lokalnej (Program Aktywizacji Obszarów Wiejskich – Samorządowa droga do Unii Europejskiej, 2003–2004) oraz wiele ekspertyz w zakresie funkcjonowania i finansowania zadań oświatowych w jednostkach samorządu terytorialnego. Był ekspertem w licznych projektach finansowanych ze środków Unii Europejskiej, m.in. System Informacji Oświatowej – stan obecny i perspektywy zmian (2007–2008) i Przywództwo i zarządzanie w oświacie (2013–2015).
Za wybitne zasługi dla rozwoju oświaty i za osiągnięcia w pracy dydaktycznej został odznaczony m.in. Krzyżem Kawalerskim Orderu Odrodzenia Polski.

## Publikacje
- Sejmik samorządowy w relacjach prasowych, Biuro Sejmiku Samorządowego Gmin Województwa Jeleniogórskiego, Jelenia Góra 1993, ss. 72.
- Radnym być, Centrum Samorządu Lokalnego FRDL, Jelenia Góra 1994, ss. 80.
- Finanse w oświacie, AVIS, Bolków 1994, ss. 154.
- Środki specjalne jednostek budżetowych w szkołach, AVIS, Bolków 1995, ss. 27.
- Gminy prowadzą szkoły podstawowe [oprac.], AVIS, Bolków 1995, ss. 145.
- Prawo i gmina. Przewodnik dla edukatora, ITE, Radom 1996, ss. 37.
- Prawo i gmina. Materiały dla uczestnika, ITE, Radom 1996, ss. 51.
- Finanse oświaty samorządowej, Municipium, Warszawa 1997, ss. 129.
- Jak doskonalić pracę dyrektora szkoły? – Zarządzanie finansami i majątkiem szkoły, Wojewódzki Ośrodek Metodyczny, Katowice 1997, ss. 176.
- Statut szkoły publicznej, AVIS, Bolków 1998, ss. 96.
- Rozważania o pracy rady pedagogicznej (współautor: Leszek Zaleśny), IBO, Wrocław 2005, ss. 60.
- Ekonomika oświaty, Dom Wydawniczy ABC, Warszawa 2006, ss. 310.
- Ekonomiczne determinanty efektywności w edukacji (wybrane zagadnienia), Wydawnictwo PWSZ w Głogowie, Głogów 2007, ss. 96.
- Zadania dyrektora szkoły i innych jednostek edukacyjnych, IBO, Wrocław 2009, ss. 112.
- Ekonomika oświaty w zarządzaniu szkołą, Wolters Kluwer Polska, Warszawa 2012, ss. 520.
- Samorządowe usługi publiczne w Głogowie. Dziś i perspektywy na jutro [red.]. PWSZ, Głogów 2013, ss. 193
- Finansowanie publiczne oświaty niepublicznej. Wolters Kluwer Polska, Warszawa 2014, ss. 334
- Dyrektor szkoły – koncepcje i wyzwania. Między teorią a praktyką (z J. Madalińską-Michalak), ORE, Warszawa 2015, ss. 104
- Model kształcenia dla kandydatów na dyrektorów szkół/placówek. Pakiet szkoleniowy (praca zbiorowa). Wyd. UJ, Kraków 2015, ss. 841
- Selected Predicates of the Economics of Education of Lower Secondary Schools in Poland: Contemporary Challenges. IBO, Sopot-Wrocław 2015, ss. 132
- Ustawa o systemie oświaty. Komentarz (praca zbiorowa). C.H.Beck, Warszawa 2016, ss. 1123
- Etyka w systemie edukacji w Polsce (z J. Madalińską-Michalak i Sz. Więsławem). Wolters Kluwer Polska, Warszawa 2017, ss. 373
- Gimnazja w Polsce. Efekty edukacyjne, finanse, organizacja. Wolters Kluwer Polska, Warszawa 2017, ss. 242
- Statut konstytucją szkoły. IBO, Sopot-Warszawa 2017, ss. 151
- Analiza systemu zarządzania lokalną oświatą. Wspólne planowanie i monitorowanie postępów (praca zbiorowa). ORE, Warszawa 2018, ss. 117
- Profilaktyka w szkole. Stan i rekomendacje dla systemu oddziaływań profilaktycznych w Polsce (praca zbiorowa). Fundacja "Masz Szansę", Lublin 2019, ss. 237